# أصل الدراما المأساوية الألمانية
كان كتاب أصل الدراما المأساوية الألمانية (بالألمانية: Ursprung des deutschen Trauerspiels) بمثابة بحث أكاديمي رئيسي لما بعد الدكتوراه (تأهيل) قدّمه والتر بنيامين إلى جامعة فرانكفورت عام 1925. يتناول الكتاب الدراما الألمانية خلال العصر الباروكي، وكان من المفترض أن يُكسب بنيامين المؤهل المطلوب ليصبح مُدرّسًا جامعيًا. لكن بنيامين، بعد تحذيره من احتمال رفض العمل، سحبه من الدراسة. "لم يكن يعلم بعد أن 'العقل لا يُؤهل'، على حدّ تعبير [أحد زملائه] الوقح عنه."